# Амейшуэйра (станция метро)
«Амейшуэ́йра» (порт. Ameixoeira) — станция Лиссабонского метрополитена. Находится в северной части города. Расположена на  Жёлтой линии (Линии Подсолнечника) между станциями «Сеньор-Робаду» и «Лумьяр». Открыта 27 марта 2004 года. Название связано с расположением в одноимённом районе. Построена в рамках продления Жёлтой линии в Одивелаш.

## Описание
Станция имеет сложную структуру выхода на поверхность, состоящую из нескольких лестниц и эскалаторов. Это связано с расположением внутри холма, и следовательно на большем расстоянии от поверхности, нежели соседние станции. Архитектор Роберт МакФадден решил эту проблему с помощью сооружения промежуточных этажей между станцией и поверхностью, соединённых между собой эскалаторами. Так же имеется и лифт для людей с ограниченными способностями.
Художественным оформлением занималась Ирен Буарке. Художница оформила станцию разнообразными геометрическими фигурами, на что её подтолкнула цилиндрическая форма станции.

## Галерея

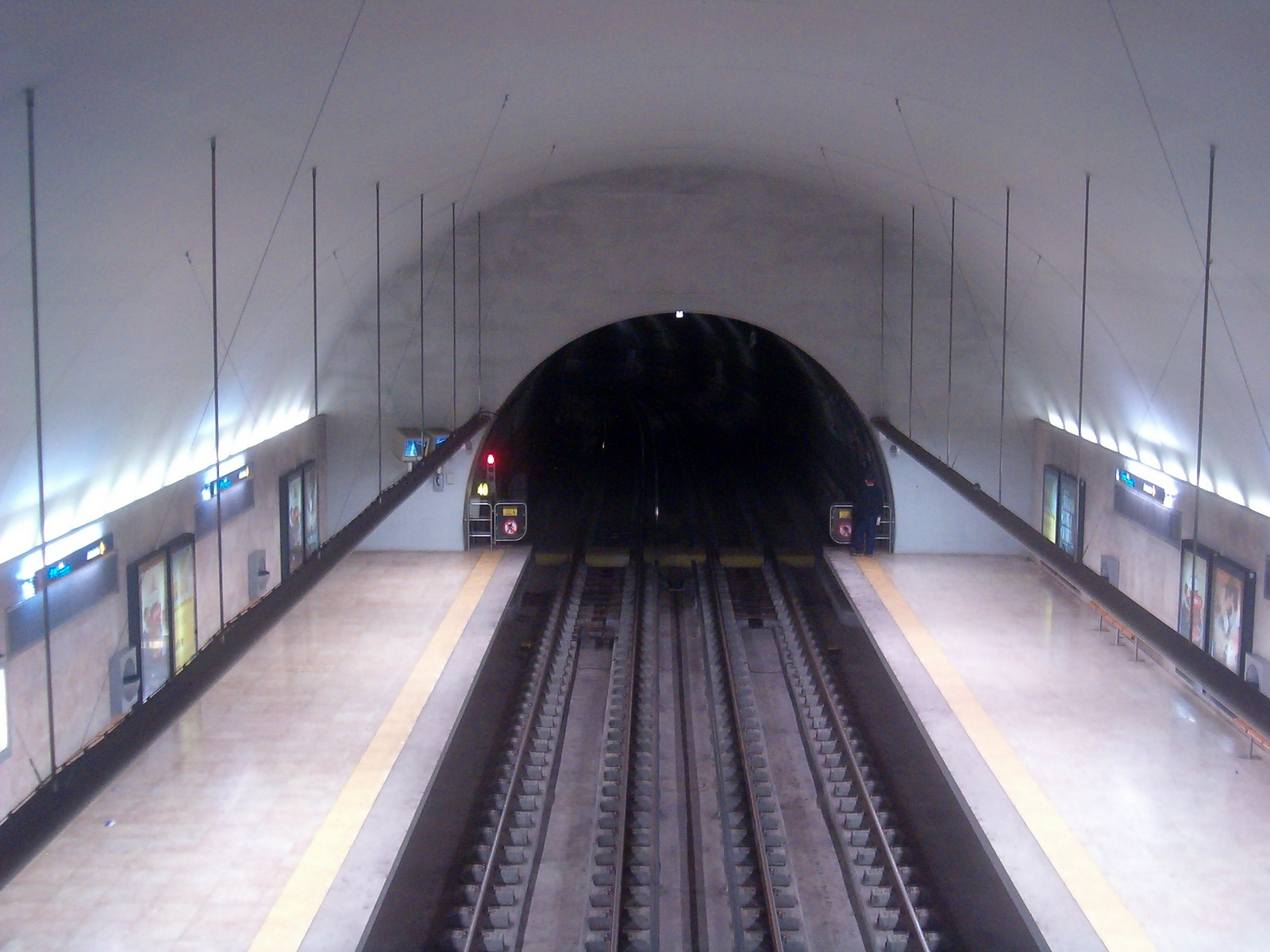
Вид сверху на посадочные платформы
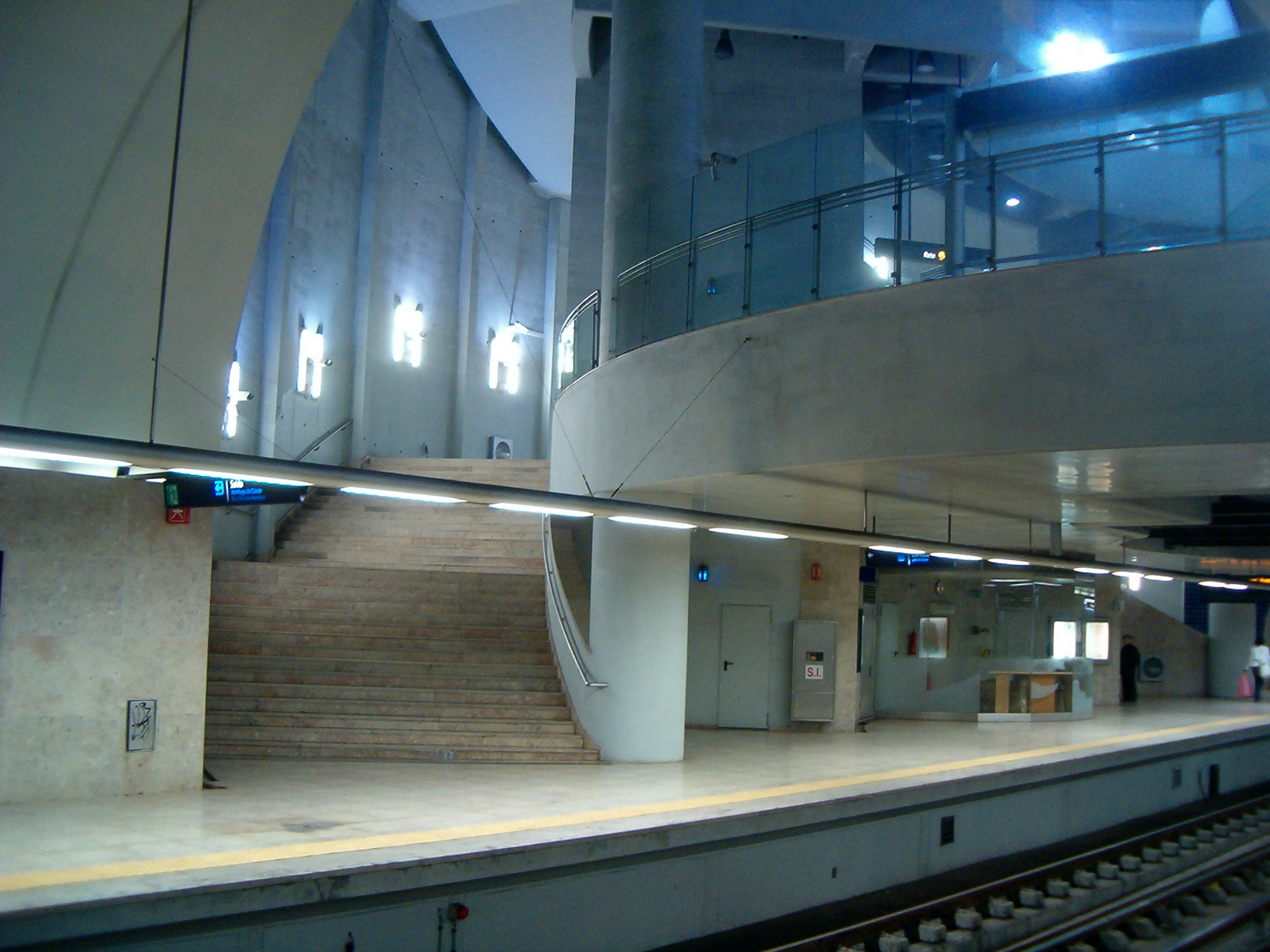
спуски на посадочнуПропускные турникеты
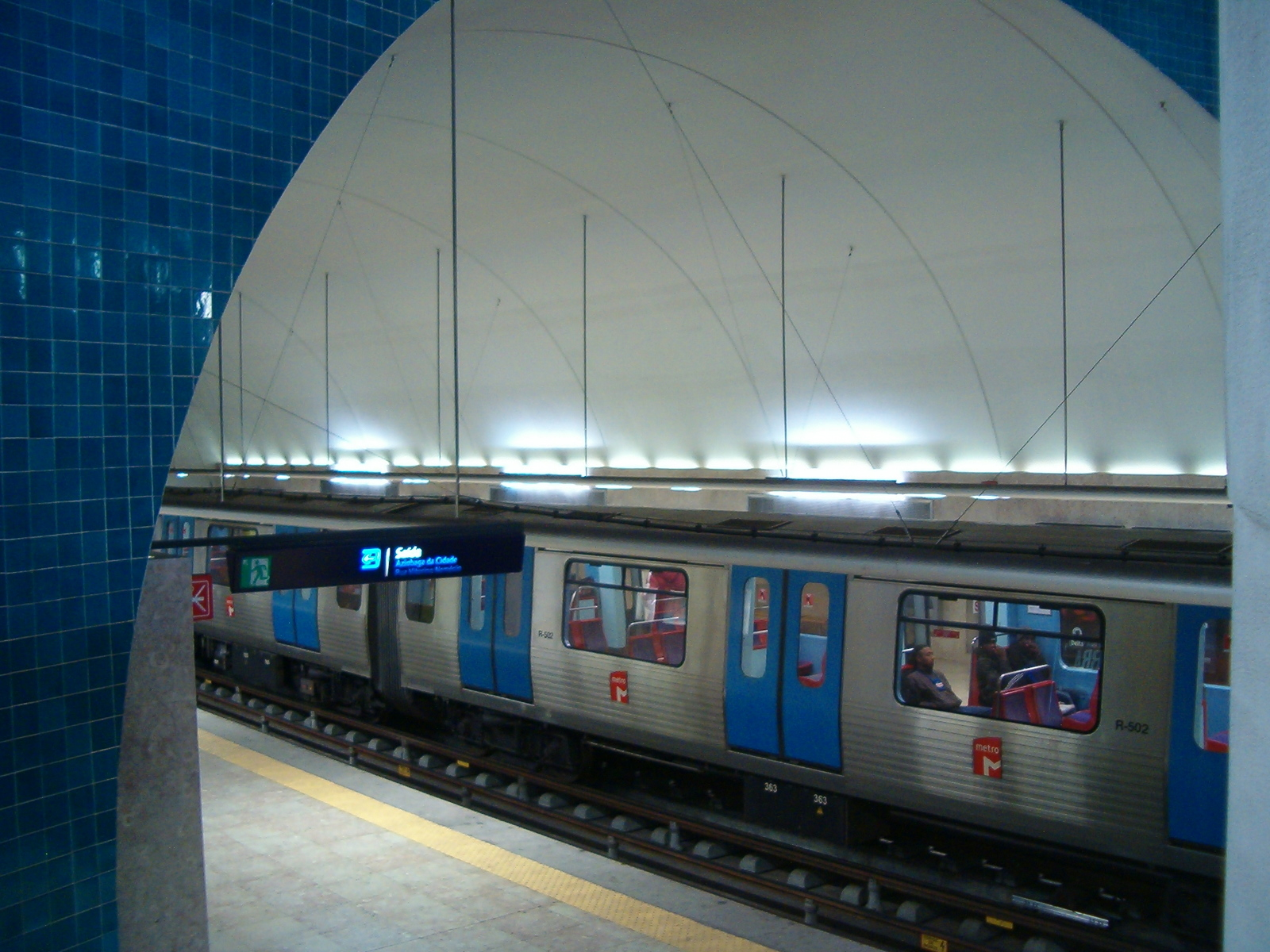
Поезд на станции
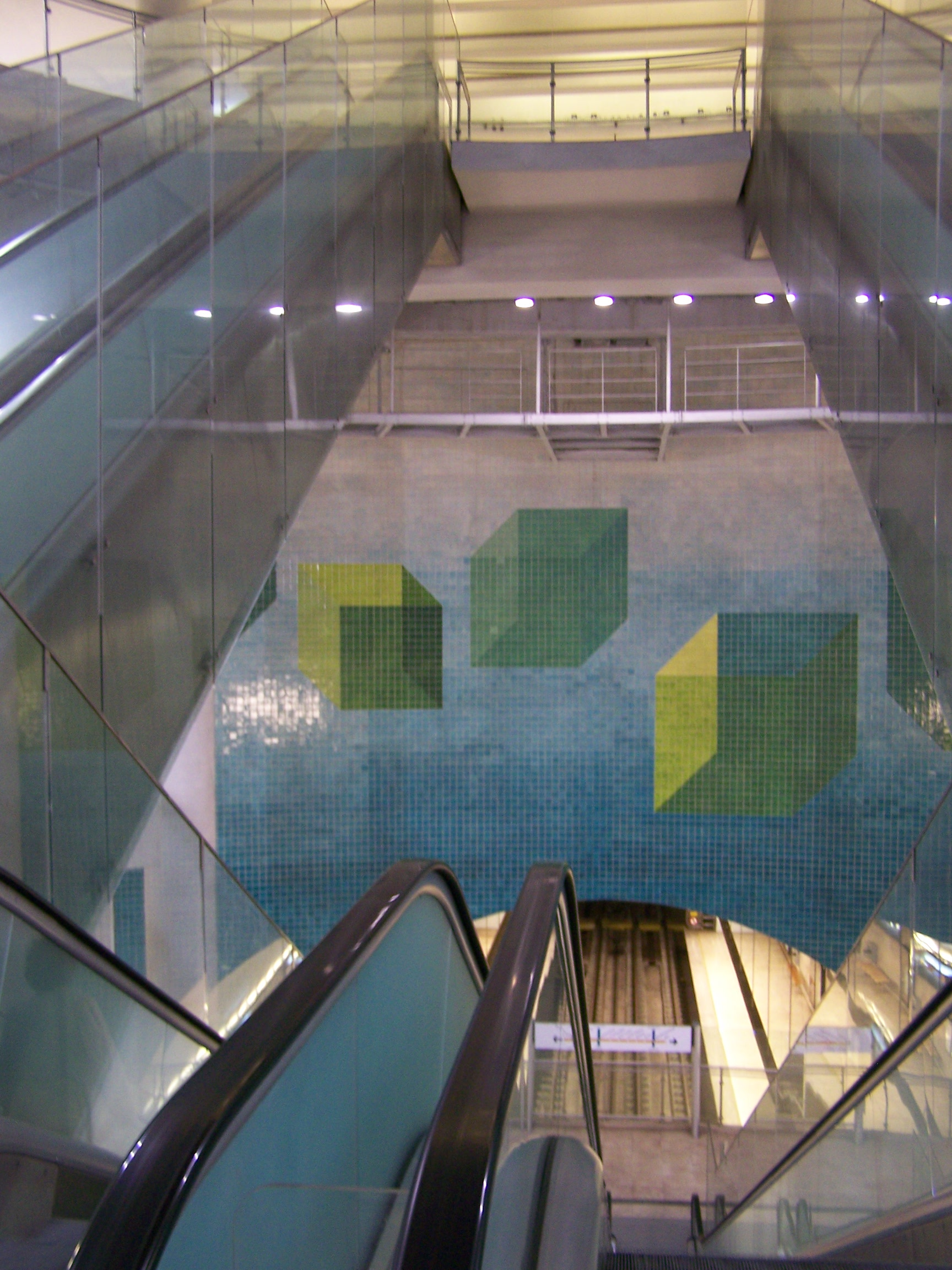
Декорация стен
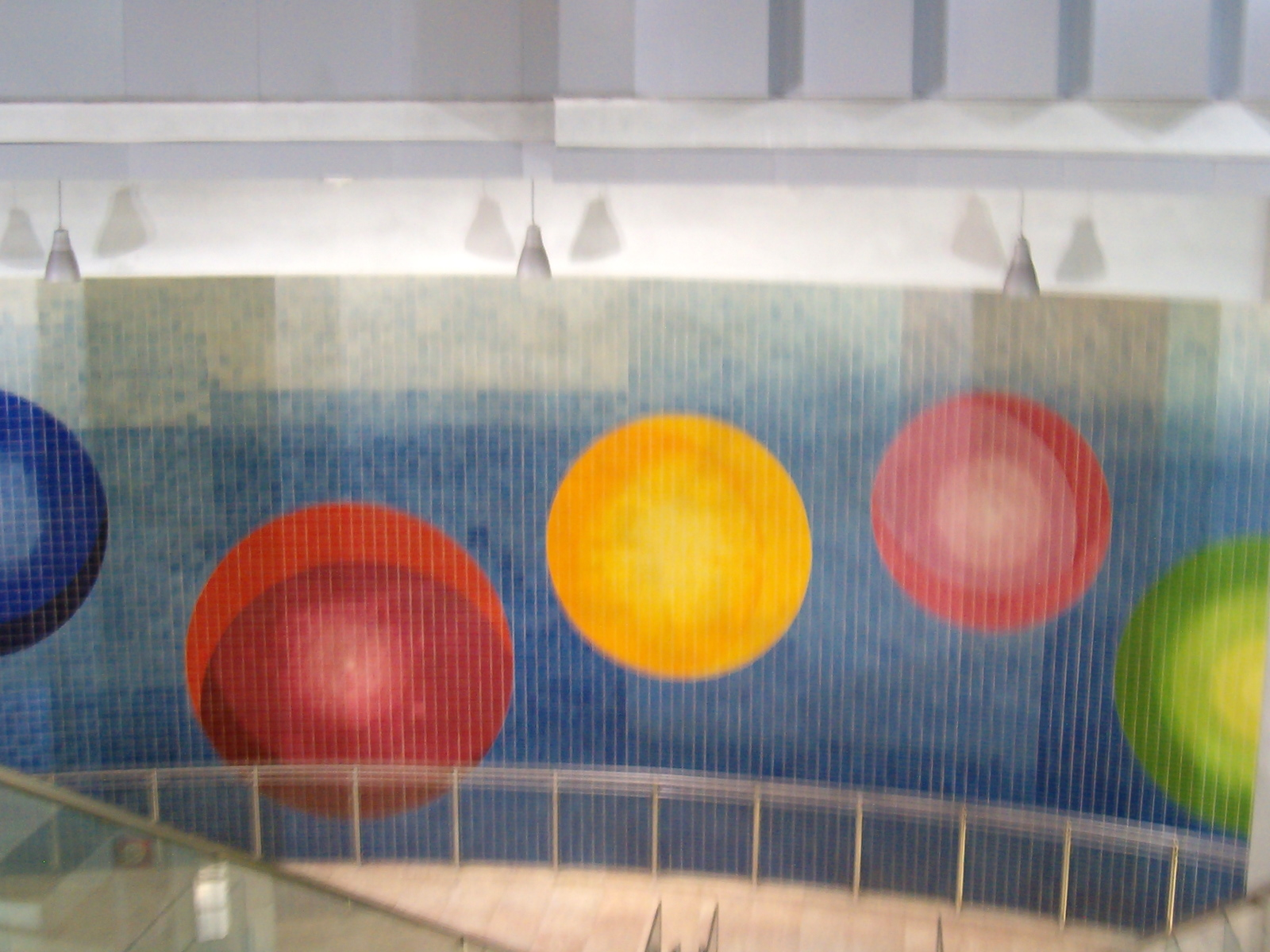
Декорация стен
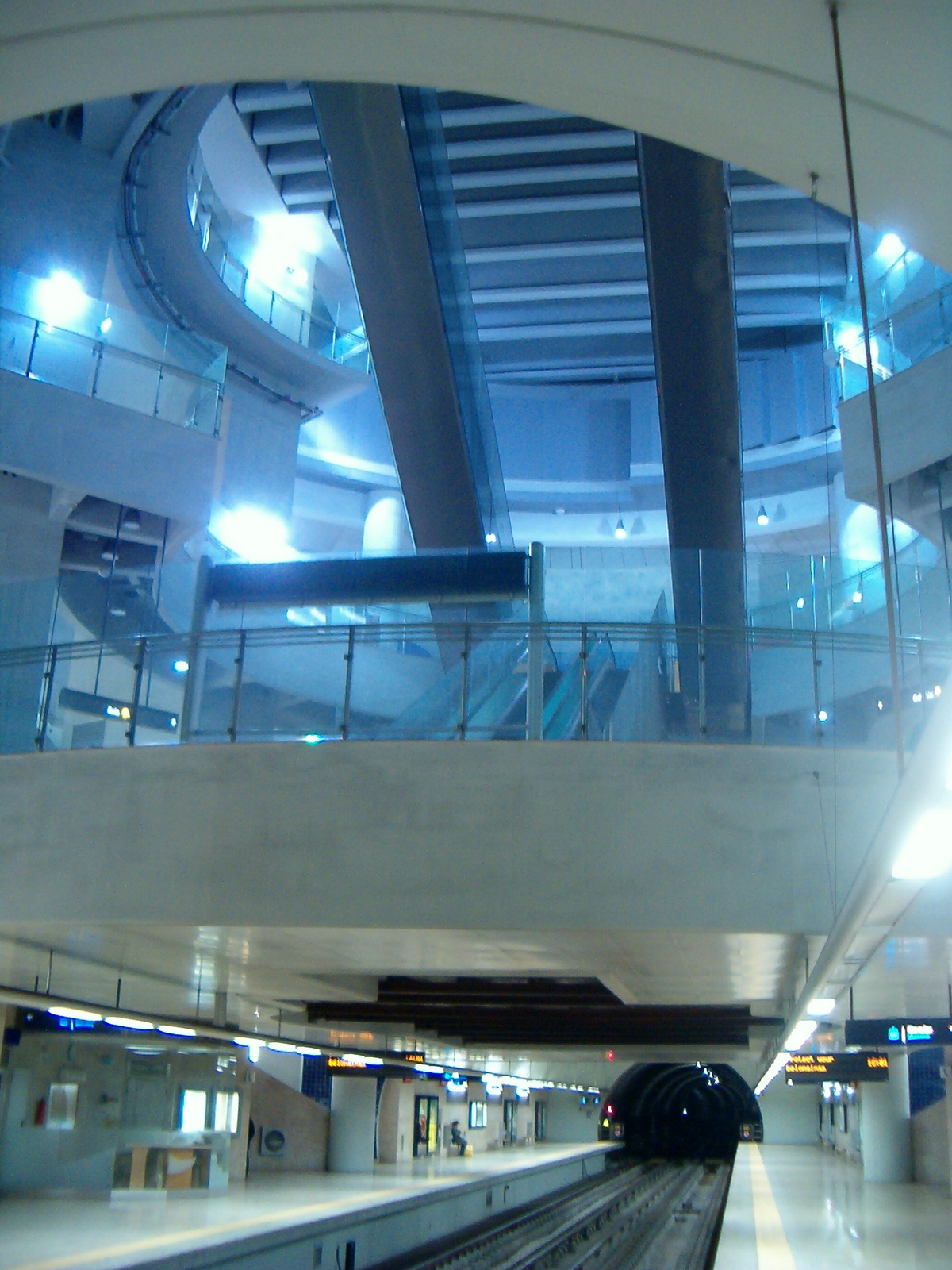
Выход на поверхность